# Daouda Jabi
Daouda Jabi Jabi (Pelundo, 10 aprile 1981) è un ex calciatore guineense naturalizzato guineano, di ruolo difensore.